# Anne de Naberat
Anne de Naberat (1566-1630), était un prêtre conventuel de la langue d'Auvergne de l'ordre de Saint-Jean de Jérusalem. Il fut également un auteur et traducteur du XVIIe siècle attaché à la défense de son ordre et à qui on doit entre autres une histoire des chevaliers de l'Ordre de S. Jean de Jérusalem .

## Biographie
Frère Anne de Naberat était commandeur de la commanderie de Ville-Jésus et Lesperdilliere, de Lieu-Dieu[réf. à confirmer]  avant d'être pourvu du prieuré de Saint-Jean d'Aix-en-Provence le 24 mai 1602. 
Il a quitté par la suite ses fonctions de commandeur de Villejésus (Villejésus, Charente) pour celles du Temple d'Ayen (Ayen, Corrèze) dont il prend possession en 1616. 
Nommé visiteur général du grand prieuré de Saint-Gilles de 1613 à 1621, on le trouve cette année-là avec le titre de « docteur ez droictz, prieur de Sainct-Jehan d'Aix et Sainct-Chartrier conseilhier, aulmosnier ordinaire du roy et de la reyne, vicaire et visiteur général des grands priorès Sainct-Gilles et d'Auvergne ».
Grâce aux titres des ouvrages qu'il a publié, on voit qu'il portait le titre honorifique de « conseiller et aumônier ordinaire du roi »  (Louis XIII) en 1610 puis en 1627 celui de « conseiller et aumônier servant la Reine » (Anne d'Autriche). Il était déjà « au service » de la reine le 12 octobre 1623 dans un acte de donation où il est qualifié de « conseiller et aumônier ordinaire de la Reine, prieur de Saint-Jean d'Aix ».
À Paris en 1629 pour faire éditer sa traduction de l'histoire de son ordre qu'il a fait de Dell'istoria della sacra Religione, dell'illustrissima milizia di Santo Giovanni Gierosolimitano de Giacomo Bosio, il y meurt en février 1630 âgé d'environ soixante-quatre ans.